# Liste der Lieder von US5
Diese Liste enthält Lieder der internationalen Pop-Boygroup US5. Aufgeführt sind alle Lieder ihrer Alben Here We Go (2005), In Control (2006), Around the World (2008) und Back Again (2009). Verschiedene Remixe oder Versionen ihrer Lieder sind ausgenommen.

## #
| Titel    | Autoren            | Album           | Jahr |
| -------- | ------------------ | --------------- | ---- |
| 365 Days | Dashiel M. Andrews | Non Album Track | 2006 |

## A
| Titel               | Autoren                                                         | Album            | Jahr |
| ------------------- | --------------------------------------------------------------- | ---------------- | ---- |
| A Girl Like You     | Mike Michaels, MM Dollar, Sammy Naja, Dashiel Andrews, Jay Khan | In Control       | 2006 |
| Anytime             |                                                                 | Back Again       | 2009 |
| Around the World    |                                                                 | Around the World | 2008 |
| As Good as It Get’s | Mike Michaels, Sammy Naja, Mark Dollar                          | In Control       | 2006 |

## B
| Titel               | Autoren                                                         | Album                    | Jahr |
| ------------------- | --------------------------------------------------------------- | ------------------------ | ---- |
| Baby I Like         | Mike Michaels, MM Dollar, Sammy Naja, TK-Roxx, Jay Khan         | In Control               | 2006 |
| Baby You’re the One | Mike Michaels, MM Dollar, Sammy Naja, Dashiel Andrews, Jay Khan | In Control               | 2006 |
| Bad Girl            | Mike Michaels, MM Dollar, Sammy Naja, Jay Khan                  | In Control               | 2006 |
| Be My Girlfriend    | Mike Michaels, MM Dollar, Sammy Naja, Jay Khan                  | In Control               | 2006 |
| Best Friends        | Mike Michaels, Mark Dollar, Sammy Naja, TK-Roxx                 | Here We Go (New-Edition) | 2006 |
| Boom                | Mike Michaels, Sammy Naja, Mark Dollar, Jay Khan, OGB           | Non Album Track          | 2006 |

## C
| Titel                                       | Autoren                                       | Album                    | Jahr |
| ------------------------------------------- | --------------------------------------------- | ------------------------ | ---- |
| Club Tropicana B-Seite auf In the Club CD 2 | George Michael, Andrew Ridgeley               | Non Album Track          | 2006 |
| Come Back to Me Baby erschien als Single    | Mike Michaels, MM Dollar, Sammy Naja, TK-Roxx | Here We Go (New-Edition) | 2006 |
| Cruisn’                                     |                                               | Around the World         | 2008 |

## D
| Titel           | Autoren | Album            | Jahr |
| --------------- | ------- | ---------------- | ---- |
| Don’t Let Me Go |         | Around the World | 2008 |

## E
| Titel                                       | Autoren                                          | Album            | Jahr |
| ------------------------------------------- | ------------------------------------------------ | ---------------- | ---- |
| Endless Feeling                             |                                                  | Around the World | 2008 |
| Every Other Day B-Seite auf Too Much Heaven | Mike Michaels, Sammy Naja, Mark Dollar, Jay Khan | Non Album Track  | 2007 |

## F
| Titel  | Autoren | Album            | Jahr |
| ------ | ------- | ---------------- | ---- |
| Friday |         | Around the World | 2008 |

## G
| Titel | Autoren                                                                | Album      | Jahr |
| ----- | ---------------------------------------------------------------------- | ---------- | ---- |
| Gone  | Kristian Lundin, Didrik Thott, Sebastian Thott, Kalimba, Carl Björsell | In Control | 2006 |

## H
| Titel      | Autoren                                                     | Album      | Jahr |
| ---------- | ----------------------------------------------------------- | ---------- | ---- |
| Here We Go | Obi, Lars H. Jensen, Johannes R. Joergensen, Derek McDonald | Here We Go | 2005 |

## I
| Titel                                          | Autoren                                                                             | Album                | Jahr |
| ---------------------------------------------- | ----------------------------------------------------------------------------------- | -------------------- | ---- |
| I Can’t Sleep                                  | Mike Michaels, MM Dollar, Sammy Naja, TK-Roxx, Dashiel Andrews, Jazalou, Lockefella | Here We Go           | 2005 |
| I Don’t Think So                               | Chris Watrin, Richie Stringini                                                      | In Control           | 2006 |
| I Don’t Wanna Leave                            |                                                                                     | Around the World     | 2008 |
| I Want You Back                                | Mike Michaels, MM Dollar, Sammy Naja, Dashiel Andrews, Jazalou, Jay Khan, OGB       | In Control           | 2006 |
| If You Leave                                   |                                                                                     | In Control: Reloaded | 2007 |
| In the Club erschien als Single in 2 Versionen | Mike Michaels, Sammy Naja, Mark Dollar, Jay Khan                                    | In Control           | 2006 |

## J
| Titel                                   | Autoren                                                                 | Album      | Jahr |
| --------------------------------------- | ----------------------------------------------------------------------- | ---------- | ---- |
| Jesus                                   | Mike Michaels, MM Dollar, Sammy Naja, TK-Roxx, Dashiel Andrews, Jazalou | Here We Go | 2005 |
| Just Because of You erschien als Single | Mike Michaels, MM Dollar, Sammy Naja, TK-Roxx, Dashiel Andrews          | Here We Go | 2005 |

## L
| Titel        | Autoren                                                        | Album      | Jahr |
| ------------ | -------------------------------------------------------------- | ---------- | ---- |
| Last to Know | Mike Michaels, MM Dollar, Sammy Naja, TK-Roxx, Dashiel Andrews | Here We Go | 2005 |
| Let It Go    | Mike Michaels, MM Dollar, Sammy Naja, TK-Roxx, Jazalou         | Here We Go | 2005 |
| Let Me Know  | Mike Michaels, MM Dollar, Sammy Naja, Jazalou, Jay Khan        | In Control | 2006 |

## M
| Titel                     | Autoren                                                        | Album            | Jahr |
| ------------------------- | -------------------------------------------------------------- | ---------------- | ---- |
| Make It Last for Life     |                                                                | Around the World | 2008 |
| Mama erschien als Single  | Mike Michaels, MM Dollar, Sammy Naja, Dashiel Andrews          | Here We Go       | 2005 |
| Maria erschien als Single | Mike Michaels, MM Dollar, Sammy Naja, TK-Roxx, Dashiel Andrews | Here We Go       | 2005 |

## N
| Titel               | Autoren | Album            | Jahr |
| ------------------- | ------- | ---------------- | ---- |
| Nothing Left to Say |         | Around the World | 2008 |

## O
| Titel                                  | Autoren                        | Album                | Jahr |
| -------------------------------------- | ------------------------------ | -------------------- | ---- |
| One Night with You erschien als Single | Diane Warren                   | In Control: Reloaded | 2006 |
| One Nite Stand                         |                                | Non Album Track      |      |
| One of Us                              | Benny Andersson, Björn Ulvaeus | Here We Go           | 2005 |

## R
| Titel                                              | Autoren                                          | Album                | Jahr |
| -------------------------------------------------- | ------------------------------------------------ | -------------------- | ---- |
| Relax                                              |                                                  | Around the World     | 2008 |
| Rhythm of Life (Shake It Down) erschien als Single | Mike Michaels, Sammy Naja, Mark Dollar, Jay Khan | In Control: Reloaded | 2007 |
| Round and Round erschien als Single in 2 Versionen | Mike Michaels, Sammy Naja, Mark Dollar, Jay Khan | Around the World     | 2008 |

## S
| Titel              | Autoren                                                        | Album            | Jahr |
| ------------------ | -------------------------------------------------------------- | ---------------- | ---- |
| Say La, La, La, La | Mike Michaels, MM Dollar, Sammy Naja, TK-Roxx, Dashiel Andrews | Here We Go       | 2005 |
| Señorita           | Mike Michaels, MM Dollar, Sammy Naja, TK-Roxx, Dashiel Andrews | Here We Go       | 2005 |
| So in Love         |                                                                | Non Album Track  |      |
| Spell on Me        | Mike Michaels, MM Dollar, Sammy Naja, TK-Roxx                  | Here We Go       | 2005 |
| Stay on Top        |                                                                | Around the World | 2008 |
| Stop               |                                                                | Around the World | 2008 |

## T
| Titel                                                 | Autoren                                                        | Album                | Jahr |
| ----------------------------------------------------- | -------------------------------------------------------------- | -------------------- | ---- |
| The Boys Are Back erschien als Single                 | Robbie Nevil, Matthew Gerrard                                  | Round and Round      | 2008 |
| The Child Inside wurde nur bei The Dome 43 gesungen   |                                                                | Non Album Track      | 2007 |
| The Day You Cried                                     | Mike Michaels, MM Dollar, Sammy Naja, TK-Roxx, Dashiel Andrews | Here We Go           | 2005 |
| Too Much Heaven feat. Robin Gibb, erschien als Single | Barry Gibb, Robin Gibb, Maurice Gibb                           | In Control: Reloaded | 2007 |

## W
| Titel      | Autoren                                        | Album      | Jahr |
| ---------- | ---------------------------------------------- | ---------- | ---- |
| What About | Mike Michaels, MM Dollar, Sammy Naja, Jay Khan | In Control | 2006 |

## Y
| Titel     | Autoren                                                        | Album      | Jahr |
| --------- | -------------------------------------------------------------- | ---------- | ---- |
| Your Love | Mike Michaels, MM Dollar, Sammy Naja, TK-Roxx, Dashiel Andrews | Here We Go | 2005 |